# معركة إنجغيز
معركة إنجغيز (بالإنجليزية: Battle of İnceğiz)‏ هي معركة وقعت خلال الحرب الأهلية العثمانية والتي عرفت بعهد الفترة العثماني الذي وقع فيه صراع عسكرى بين أبناء السلطان العثماني بايزيد الأول بعد هزيمته وأسره في معركة أنقرة عام 1402م ومن ثم موته بالأسر.
يوجد اختلاف على زمن «معركة إنجغيز» بين أواخر عام 1411م وأوائل عام 1412م وكانت المعركة بين محمد جلبى (محمد الأول) والذي كان يسيطر على الأناضول وأخوه موسى جلبي الذي كان يحكم إقليم الروملى وانتهت المعركة بهزيمة محمد جلبى (محمد الأول).
تقع «إنجغيز» قريباً من القسطنطينية.